# Thalassothemis marchali
Thalassothemis marchali – gatunek ważki z rodziny ważkowatych (Libellulidae); jedyny przedstawiciel rodzaju Thalassothemis. Endemit Mauritiusa.